# Staphylococcus saprophyticus
De Staphylococcus saprophyticus bacterie is een Gram-positieve kok die tot de familie Stafylokokken hoort. Deze bacterie is een veroorzaker van urineweginfecties, voornamelijk bij jonge vrouwen.

## Groei-eigenschappen
De S. saprophyticus is niet hemolytisch en zal dus geen hemolyse vertonen op een bloedagar. Deze stafylokok is bolvormig. Haar vorm is boller van vorm dan de Staphylococcus epidermidis. De bacterie kan niet altijd groeien op de MacConkey-agar of op een MZA-agar. Als de bacterie wel op een MZA-agar groeit, zal de bacterie mannitolzuur produceren, waardoor de plaat geel zal kleuren. De bacterie kan groeien bij een zoutconcentratie tot 5%. Dit onderscheidt de bacterie van de rest van de stafylokokken.

## Biochemische eigenschappen
De bacterie is katalase-positief, coagulase-negatief en oxidase-negatief.
Ook zet de bacterie glucose en mannitol om, maar dit gebeurt alleen onder aerobe omstandigheden.